# Сент-Антонен-Лакальм
Сент-Антоне́н-Лака́льм (фр. Saint-Antonin-de-Lacalm, окс. Sent Antonin de la Calm) — коммуна во Франции, находится в регионе Юг — Пиренеи. Департамент — Тарн. Входит в состав кантона От-Даду. Округ коммуны — Альби.
Код INSEE коммуны — 81241.

## География
Коммуна расположена приблизительно в 570 км к югу от Парижа, в 75 км восточнее Тулузы, в 21 км к юго-востоку от Альби.
На востоке и юге коммуны протекает река Даду, на западе расположено озеро Банкалье (фр. Bancalié).

## Климат
Климат умеренно-океанический. Зима мягкая и дождливая, лето жаркое с частыми грозами. Ветры довольно редки.

## Население
Население коммуны на 2010 год составляло 258 человек.
| 1962 | 1968 | 1975 | 1982 | 1990 | 1999 | 2010 |
| ---- | ---- | ---- | ---- | ---- | ---- | ---- |
| 396  | 356  | 261  | 255  | 243  | 237  | 258  |

## Администрация
| Период | Период | Фамилия          | Партия | Примечания |
| ------ | ------ | ---------------- | ------ | ---------- |
| 2001   | 2008   | Жан-Клод Гаск    |        |            |
| 2008   | 2020   | Жан-Люк Канталуб |        |            |

## Экономика
В 2007 году среди 141 человека в трудоспособном возрасте (15—64 лет) 111 были экономически активными, 30 — неактивными (показатель активности — 78,7 %, в 1999 году было 67,8 %). Из 111 активных работали 98 человек (57 мужчин и 41 женщина), безработных было 13 (4 мужчины и 9 женщин). Среди 30 неактивных 9 человек были учениками или студентами, 13 — пенсионерами, 8 были неактивными по другим причинам.

## Фотогалерея

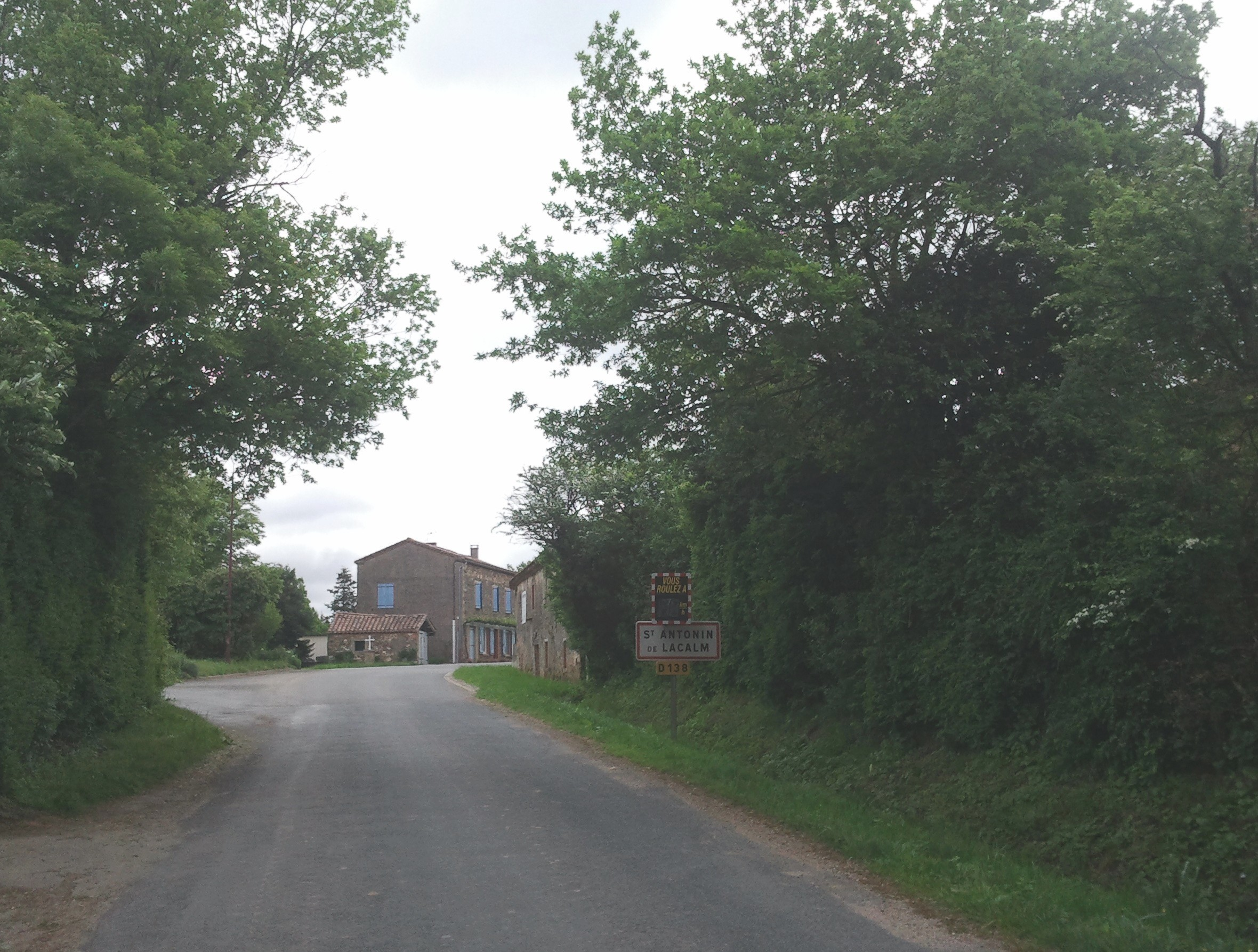
Сент-Антонен-Лакальм
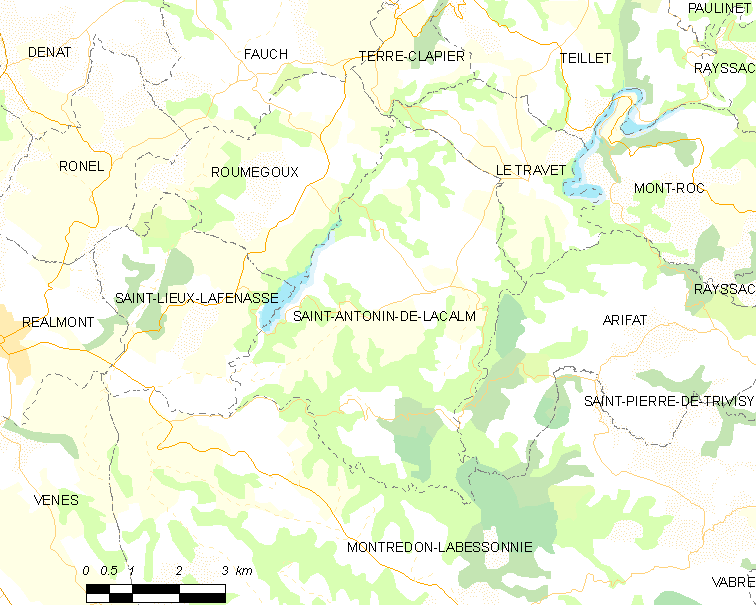
Карта коммуны